# EDTMP
El EDTMP o ácido etilendiaminotetra(metilenfosfónico) es un ácido fosfónico análogo del agente quelante EDTA. Se clasifica como un ácido polifosfónico orgánico nitrogenado que tiene propiedades quelantes y anticorrosivas.

## Propiedades y aplicaciones
El EDTMP normalmente se usa como su sal de sodio, que exhibe una buena solubilidad en agua.
Utilizado en el tratamiento de aguas como agente antical y anticorrosivo, la inhibición de la corrosión del EDTMP es 3-5 veces mejor que la del polifosfato inorgánico. Tiene buena estabilidad química y tolerancia térmica. Muestra una excelente capacidad de inhibición de incrustaciones a una temperatura de 200 °C. Funciona al quelar con muchos iones metálicos.
El medicamento contra el cáncer Samarium (153Sm) lexidronam también se deriva del EDTMP.